# Тихонов, Борис Сергеевич
Борис Сергеевич Тихонов — (род. 1906, Череповец, Российская Империя)советский хозяйственный, государственный и политический деятель.

## Биография
Член КПСС с 1929 года.
С 1921 года — на хозяйственной, общественной и политической работе. В 1921—1955 гг. — ученик слесаря, слесарь, слесарь-монтёр, в РККА, техник, прораб, монтажный инженер, директор завода «Гидравлика» в Ленинграде, на ответственных должностях, освобожденный секретарь парткома НКВД Казахской ССР, начальник транспортного отдела НКВД-НКГБ Туркестано-Сибирской, Северо-Кавказской, Московско-Рязанской железной дороги, помощник, заместитель начальника Инспекции при министре ГБ СССР, ГУО МГБ СССР на железнодорожном и водном транспорте, начальник Управления МГБ Алтайского края, начальник УМВД Алтайского края, начальник Управления КГБ Алтайского края.
Делегат XIX съезда КПСС.
Застрелился в 1955 году.